# Spathius proxenus
Spathius proxenus är en stekelart som beskrevs av Nixon 1943. Spathius proxenus ingår i släktet Spathius och familjen bracksteklar. Inga underarter finns listade i Catalogue of Life.